# Четыре стихии (Арчимбольдо)
«Четыре стихии (итал. l Quattro elementi) — живописный цикл из четырёх картин («Земля», «Вода», «Огонь» и «Воздух»), созданный Джузеппе Арчимбольдо  (итал. Giuseppe Arcimboldo; 1527—1593) в 1566 году. Картины «Огонь» и «Вода» хранятся в Художественно-историческом музее Вены. «Земля» — в Коллекции Лихтенштейнов. Вена. «Воздух» в оригинале не сохранился. Копия картины неопределённой даты находится в частной коллекции в Швейцарии.
Портреты выполнены маслом на дереве. Размеры: «Огонь» — 66,5 × 51 см, «Вода» — 66,5 × 50,5 см, «Воздух» —  74,4 × 56 см, «Земля» — 70 × 49 см  

## История
Джузеппе Арчимбольдо известен, прежде всего, своими аллегорическими циклами «Времена года» («Весна», «Лето», «Осень», «Зима») и «Четыре стихии», которые были подарены художником императору  Максимилиану II в 1569 году. Картины призваны показать величие императорского двора Габсбургов и утвердить постоянство их правления. В XVI веке это были довольно новаторские работы, наполненные деталями, которые Арчимбольдо гармонично объединил в человеческие образы.

## Описание
Портреты Арчимбольдо наглядно демонстрируют теорию Гештальта (от нем. Gestalt — форма) — теорию восприятия формы. Человек видит сначала большую общую форму, а затем замечает её детали. Некоторое время «Вода» или «Земля» воспринимаются как портреты, и только потом мы разглядываем рыб или животных. Арчимбольдо упорядочивает многообразие отдельных явлений, формируя из них человеческую форму. Все портреты написаны в профиль и смотрят друг на друга, образуя единство. Подобно «Временам года», «Четыре стихии» составлены из природных одушевлённых и неодушевлённых предметов. Земля состоит из множества взаимосвязанных наземных животных. Рогатые олени окружают голову Земли, образуя «корону». Воздух собран из бессчётного количества птиц, где большое внимание уделяется императорским орлу и павлину. Вода представлена смешанными между собой морскими животными, рыбами,  раковинами и красными кораллами, также напоминающими корону. Из этого хаоса морских существ рождается портрет женщины. Огонь, в отличие от других стихий, создан из неодушевленных предметов. Два огнива образуют нос и ухо. Горящие угли подобны взъерошенным огненным волосам. Тело Огня художник собрал из орудий. Двуглавый орёл и цепь вокруг шеи с Орденом Золотого руна наиболее ярко напоминают об императоре Максимилиане II.